# Феррелл, Барбара
Барбара Энн Феррелл (урожд. Барбара Энн Эдмонсон, род. 28 июля 1947 года, Хаттисберг, шт. Миссисипи, США) — американская легкоатлетка, бегунья на короткие дистанции, чемпионка Олимпийских игр 1968 года в Мехико в эстафете 4×100 м, серебряный призёр той же Олимпиады в беге на 100 метров.